# Tautoro
Tautoro ist eine kleine Siedlung im Far North District der Region Northland auf der Nordinsel von Neuseeland.

## Namensherkunft
In der Sprache der Māori bedeutet der Name der Siedlung so viel wie „nach vorn strecken“.

## Geographie
Die Siedlung befindet sich rund 8,5 km südsüdöstlich von Kaikohe und rund 51 km nordwestlich von Whangārei in der Ebene des Punakitere River. Anschluss an den nördlich verlaufenden New Zealand State Highway 12 hat die Siedlung über Kaikohe. Nächstgelegene Siedlungen sind Punakitiere Valley rund 2,5 km weiter östlich und Awarua rund 11 km südlich. Kirikoe befindet sich rund 6 km westlich und Ngapuhi knapp 4 km nordwestlich.

## Wirtschaft
Tautoro lebt hauptsächlich von der Land- und der Forstwirtschaft.

## Bildungswesen
Die Siedlung verfügt mit der Tautoro School über eine Grundschule mit den Jahrgangsstufen 1 bis 8. Im Jahr 2016 besuchten 85 Schüler die Schule.